# Plana de l'Agram
La Plana de l'Agram és un pla ocupat per camps de cultiu de la comarca del Solsonès que es troba al poble de Pinós), al municipi del mateix nom. Està situat al sud de la Serra de Puigdach i al nord de la masia de Cal Morros, a uns 740 m d'altitud.